# Операция «Дэдлайт»

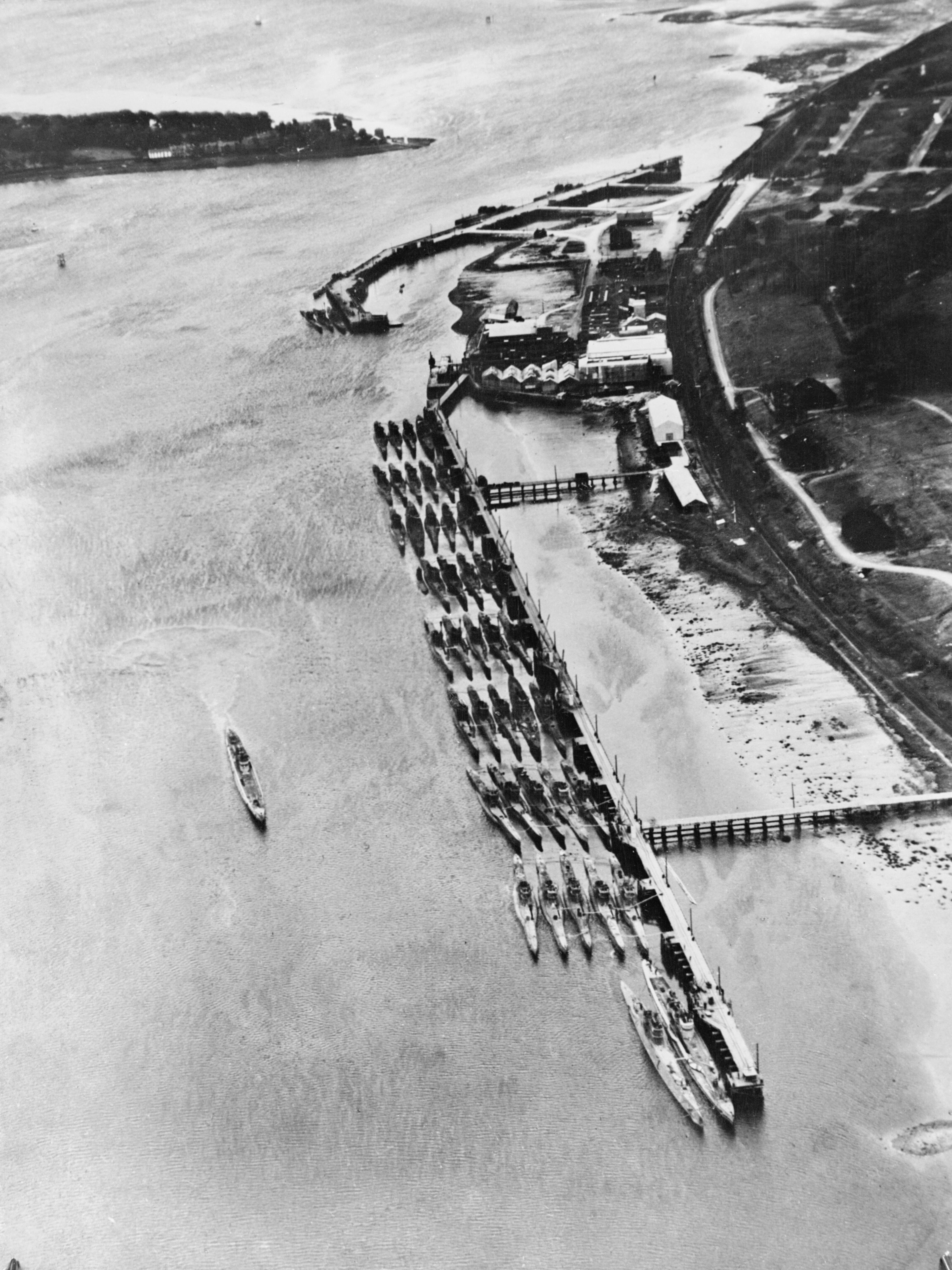
Сорок две капитулировавших немецких подводных лодки пришвартованы в Лисахалли (порт Лондондерри), Северная Ирландия. Июнь 1945 года

Операция «Дэдлайт» — кодовое название уничтожения силами союзников трофейных немецких подводных лодок после окончания Второй мировой войны в конце 1945 года — начале 1946 года. Из 154 капитулировавших субмарин 121 была уничтожена в ходе операции «Дэдлайт», остальные 33 были поделены между союзниками и использовались для различных испытаний.

## Проведение операции

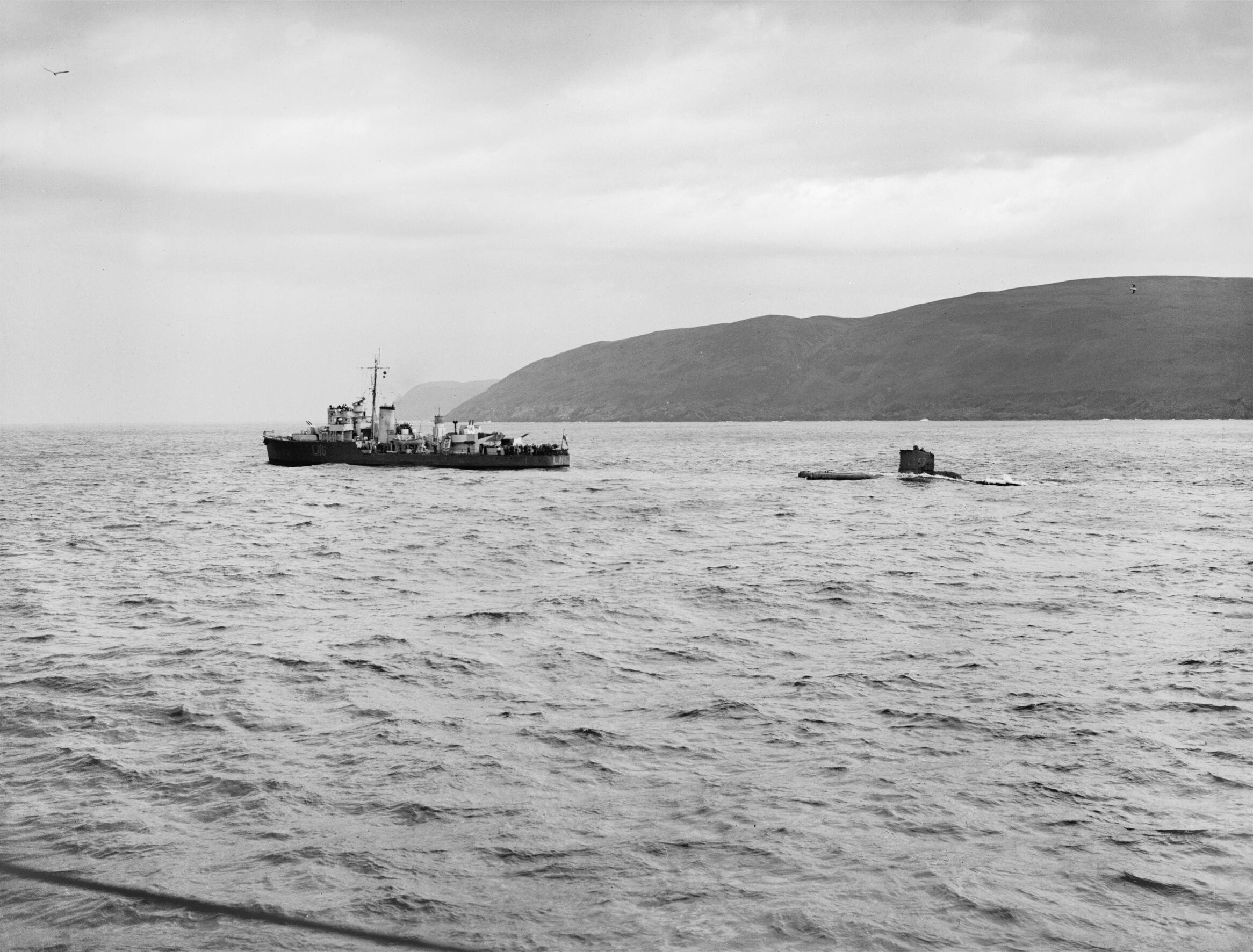
Польский эсминец ORP Krakowiak буксирует немецкую подводную лодку типа XXIII U-2337 в море для затопления. 28 ноября 1945 года

Затопление производилось в основном в глубоких гаванях Лисахалли, Северная Ирландия, и Лох-Райан, Шотландия.
Некоторые немецкие подлодки избежали участия в операции: четыре субмарины были на момент окончания войны на Дальнем Востоке и были захвачены Японией, ещё одна лодка, U-511, была куплена Японией ещё в 1943 году, часть захваченных союзниками субмарин использовалась для испытаний действия различных типов вооружения. Отдельные подводные лодки входили после капитуляции Германии в состав ВМС Норвегии, Франции, Испании, США, СССР, Великобритании, Японии. Советский Союз получил 10 немецких субмарин различных типов. В ходе операции «Кэбал» они были переведены в Либаву и впоследствии зачислены в состав Балтийского флота.
Несмотря на планомерное уничтожение субмарин Третьего рейха в ходе этой операции и после её окончания, две немецкие подводные лодки, U-505 в Чикаго и U-995 в Германии не были потоплены и сохранились до сих пор в качестве музейных экспонатов.

## Дальнейшая судьба затопленных лодок
В конце 1990-х годов частная фирма обратилась в Министерство обороны Великобритании с просьбой о праве собственности на затопленные подводные лодки и с планами поднятия сотни из них. Так как эти лодки были построены в доатомную эру, то их корпуса, выполненные из низкофоновой стали представляют значительную ценность в некоторых отраслях техники. Министерство ответило отказом, так как статус лодок должен быть согласован кроме Великобритании с Россией и США.
В 2001-2003 годах морской археолог Иннес Маккарти обнаружил и исследовал четырнадцать затопленных лодок, включая редкую лодку типа XXI U-2506, которой командовал Хорст фон Шрётер, результативную U-155 Адольфа Пининга и U-778.
В 2007 году городской совет Дерри объявил о планах по подъёму U-778 для выставления в музее. 3 октября 2007 года ирландский ныряльщик Майкл Ханрахан погиб во время погружения для съёмок этой лодки. В ноябре 2009 года проект был отменён из-за слишком высокой стоимости.